# Calpernia Addams
Calpernia Sarah Addams (née le 20 février 1971) est une écrivaine, actrice, musicienne, porte-parole et activiste américaine des droits et des enjeux de personnes transgenres.

## Biographie
Calpernia Sarah Addams grandit à Nashville, Tennessee. Elle est aide-soignante dans la Marine et le Corps des Marines américain. Lors de sa dernière année dans l'armée, elle annonce qu'elle est une femme transgenre,. Addams choisit pour prénom « Calpernia ». Ce prénom fait référence au personnage de Calpurnia, femme de Jules César qui apparaît dans la pièce de William Shakespeare. Ce prénom apparaît aussi sur une pierre tombale dans le film La Famille Addams.

## Carrière

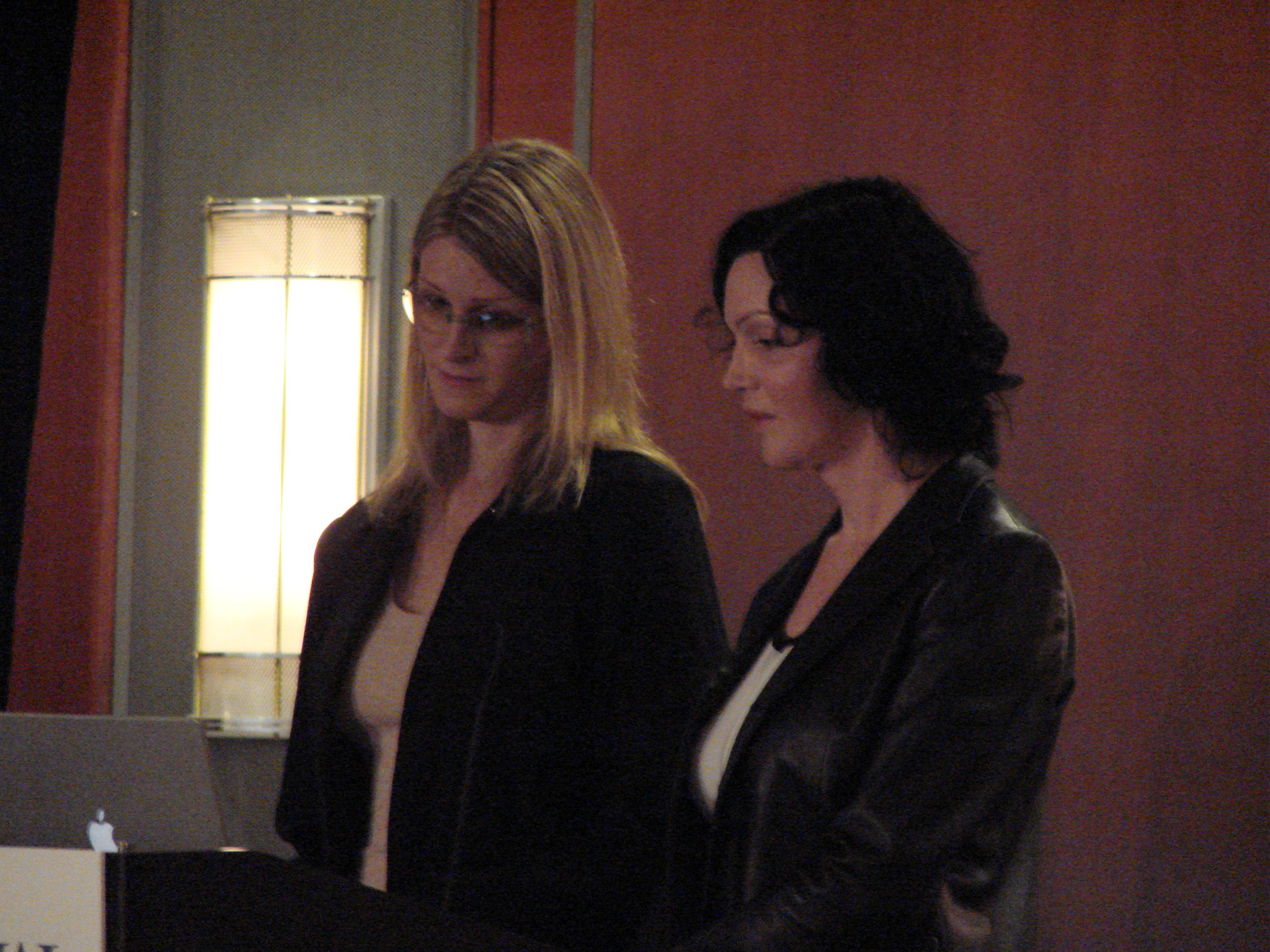
Addams et Andrea James au sommet Out and Equal Workplace.

En 2002, elle forme Deep Stealth Productions (en) à Hollywood avec Andrea James. Deep Stealth produit des films documentaires et de divertissement sur l'identité de genre et les expériences des personnes de genres différents. Calpernia Addams et James entraînent Felicity Huffman pour sa performance nommée pour un Prix d'Académie d'une femme transgenre dans le film Transamerica.
Lors de la présentation du téléfilm Soldier's Girl, au Festival de Film de Sundance, Calpernia Addams rencontre Jane Fonda, dont le fils Troy Garity avait joué Winchell. Jane Fonda suggère à Calpernia Addams de monter une production des Monologues Du Vagin en employant uniquement des acteurs transgenres. Ce film aide à financer la lutte et à sensibiliser contre les violences faites aux femmes. Cette production devient l'objet du film documentaire de 2006, Beautiful Daughters.
Le 11 février 2008, débute la diffusion d'une émission de télé-réalité en huit épisodes, sur  Logo TV. Cette série intitulée Histoire d'Amour transaméricaine met en scène Calpernia Sarah Addams et huit prétendants. À chaque épisode, un prétendant est éliminé. 
En avril 2008, Calpernia Sarah Addams réalise une performance avec Jane Fonda, Glenn Close, Salma Hayek, Alicia Keys, pour le dixième anniversaire de la production des Monologues Du Vagin au Louisiana Superdome,.
En mai 2008, PFLAG (Parents, Families and Friends of Lesbians and Gays) choisit Calpernia Sarah Addams comme porte-parole pour leur campagne de sensibilisation, C'Est Notre Histoire d'Amour. Addams dit : « j'espère que C'Est Notre Histoire d'Amour va aider les jeunes transgenres lorsqu'ils font leur coming out. En voyant la femme heureuse et confiante que je suis devenue, j'espère pouvoir être un modèle pour ces jeunes lors de ce moment critique de leur développement. » Calpernia Sarah Addams écrit un blog sur les questions de genre pour Psychology Today.
Calpernia Sarah Addams sort un single intitulé « Stunning », disponible sur iTunes. Calpernia Sarah Addams co-produit la chanson « The Vagina Song » par Willam Belli, de son premier album Le Wreckoning, et fait une apparition dans le vidéoclip,.

## Vie privée
En 1999, alors qu'elle travaille comme performer, Calpernia Sarah Addams entretient une relation avec le soldat PFC Barry Winchell. Les nouvelles de cette relation se diffusent à la base militaire de Barry Winchell. Il est harcelé par ses camarades soldats et assassiné. Le meurtre de Winchell (en) et le procès qui s'ensuit ont une couverture médiatique importante. Ce procès suscite de vives critiques et remet en cause le programme « Ne demandez pas, n'en parlez pas » (DADT) de l'armée des États-Unis décidé par le président Bill Clinton,,. Le cas devient l'un des exemples principaux utilisés pour illustrer l'échec de DADT dont le but est de protéger les membres LGBT de l'Armée. Ce programme permettait aux non hétérosexuels de servir dans l'armée à condition de ne pas dévoiler leur orientation sexuelle. Un article du New York Times, « An Inconvenient Woman », montre la marginalisation et la sous-représentation des personnes transgenres, même par les militants pour les droits des personnes homosexuelles,.

## Publications
- Calpernia Addams, Marque 947 : Une Vie Façonnée par Dieu, le Sexe et la Force de la Volonté (Écrivains Club de la Presse, 2002).  (ISBN 0-595-26376-3)